# Dysmicoccus bundooranus
Dysmicoccus bundooranus är en insektsart som beskrevs av Williams 1985. Dysmicoccus bundooranus ingår i släktet Dysmicoccus och familjen ullsköldlöss. Inga underarter finns listade i Catalogue of Life.